# 韋斯特賽德 (喬治亞州)
韋斯特賽德（英語：Westside）是位於美國喬治亞州卡圖薩縣的一個非建制地區。該地的面積和人口皆未知。

## 地理
韋斯特賽德的座標為34°57′29″N 85°13′24″W / 34.95806°N 85.22333°W，而該地的平均海拔高度為216米（即709英尺）。